# Шевлюк Валерій Миколайович
Валерій Миколайович Шевлюк (нар. 26 вересня 1948, Сталіно, УРСР — пом. 9 липня 2015, Донецьк, Україна) — радянський український футболіст, півзахисник, срібний призер чемпіонату СРСР 1975 року. У радянській вищій лізі зіграв 114 матчів і забив 8 голів. Майстер спорту СРСР (1975).

## Кар'єра гравця
Розпочинав грати в футбол у дворі. Тільки в 12 років був запрошений в ДЮСШ донецького «Шахтаря», разом зі своїм старшим братом Володимиром, тренувався у Петра Андрійовича Пономаренко.
На дорослому рівні дебютував у 1966 році в складі донецького «Шахтаря». Того сезону у футболці гірників зіграв 1 поєдинок у Вищій лізі СРСР. У 1968 році тренер Євген Федорович Шпіньов, який працював раніше в системі «Шахтаря», запросив Шевлюка до складу команди «Азовець» з Жданова, який грав у другій групі класу «А» (перша ліга). У 1970 році Валерій повернувся в «Шахтар», де за два сезони провів 15 матчів. У 1972—1973 роках проходив службу в армії, виступаючи за команду міста Чернігова, в її складі за два сезони забив 20 м'ячів у другій лізі. У 1973 році також був заявлений за запорізький «Металург», але на поле не виходив.
У 1974 році Валерій Шевлюк знову повернувся в донецький «Шахтар» і став гравцем основного складу. У 1975 році разом з командою виграв срібні медалі чемпіонату СРСР, а в сезоні 1976/77 взяв участь в розіграші Кубка УЄФА, в якому «Шахтар» брав участь вперше в своїй історії. Шевлюк взяв участь у всіх шести матчах «Шахтаря» в єврокубковому сезоні і забив три м'ячі — два в ворота угорської команди і один — у переможному матчі проти «Ювентуса», майбутнього володаря Кубка УЄФА.
У 1978 році Шевлюк перейшов в іншу команду вищої ліги — «Зорю» з Ворошиловграда, і продовжував грати за неї після вильоту в першу лігу. У 1981 році закінчив кар'єру гравця.
Після закінчення кар'єри працював викладачем фізкультури в Донецькому політехнічному інституті і паралельно грав за ветеранів «Шахтаря». З 2004 року тренував ветеранську команду.
Помер 9 липня 2015 року на 67-му році життя.

## Особисте життя
Старший брат Володимир (нар. 1947) також був футболістом, провів 8 матчів за «Шахтар» і багато років грав за команди другої ліги. Валерій і Володимир Шевлюка стали першими братами, які одночасно виходили на поле в складі «Шахтаря».